# Sony α6000
La Sony α6000 (model ILCE-6000) és una càmera MILC anunciada el 12 de febrer de 2014, la qual té un factor de forma de cos més petit que una DSLR, mentre que manté una mida i característiques de sensor d'un model APS-C. Va reemplaçar a la NEX-6 i la NEX-7. Les pàgines web que tracten sobre experiències dels usuaris amb les càmeres, afirmen que la Sony α6000 és molt més que una substitució de la Sony NEX-6.
La Sony α6000 va ser anunciada com la càmera amb "l'autofocus més ràpid del món" amb un retard de 0,06 segons i 11 fps de dispar continu amb enfocament automàtic. El seu MSRP és de $700 amb un objectiu de 16-50 mm f/3.5-5.6.

Malgrat l'anunci d'un model actualitzat al febrer del 2016, la α6300, Sony ha afirmat que continuarà la producció de la α6000.

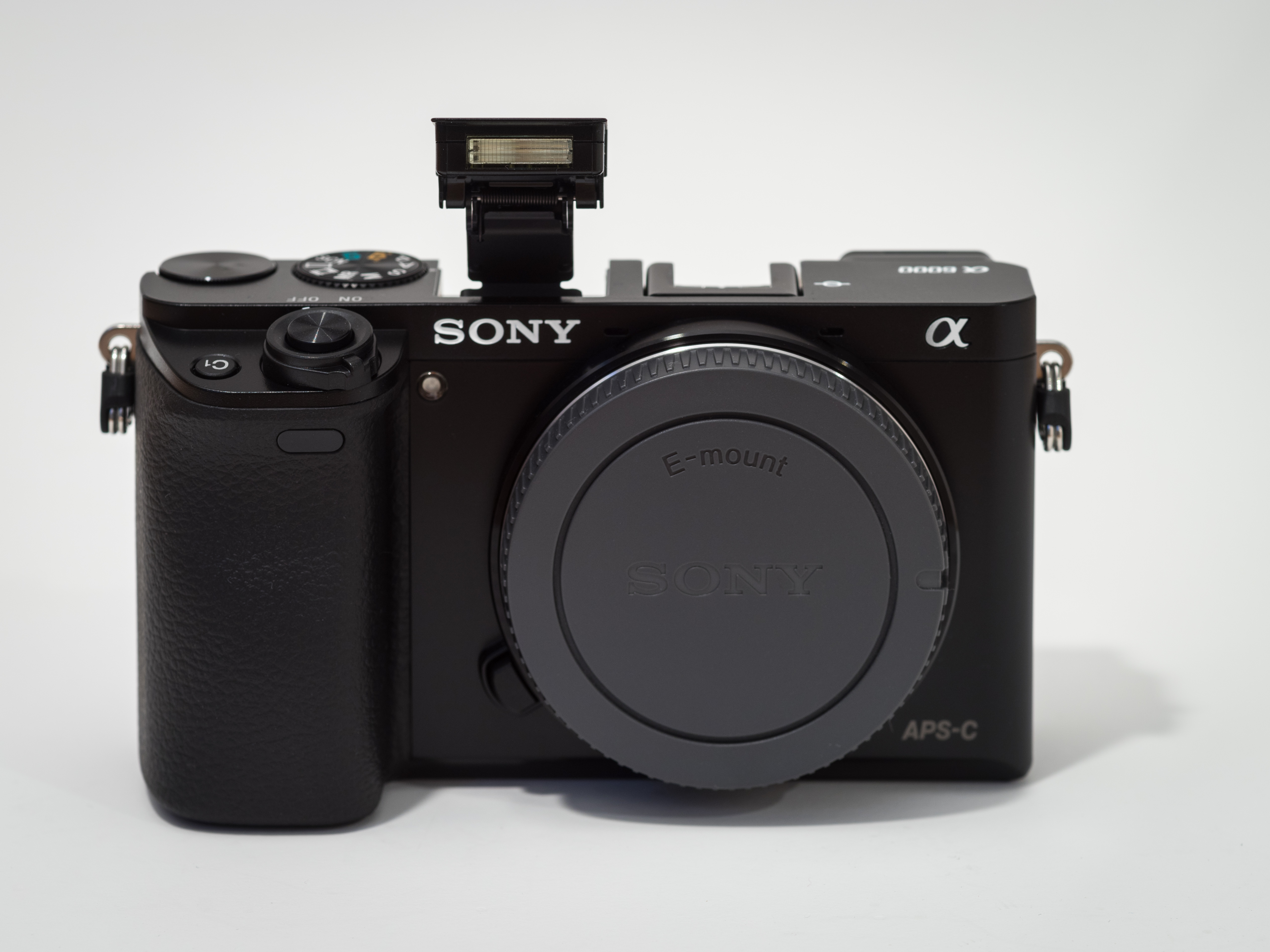
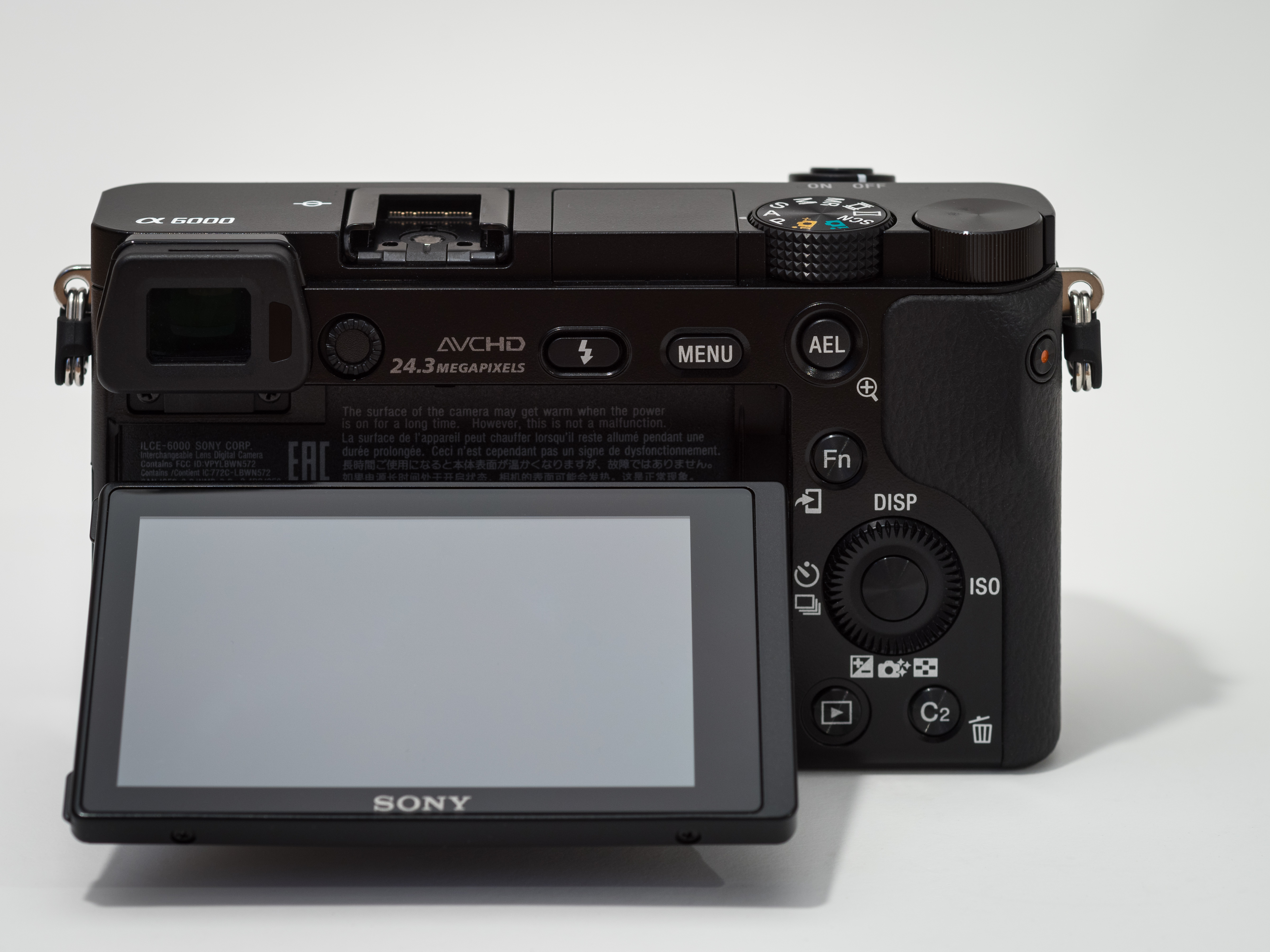
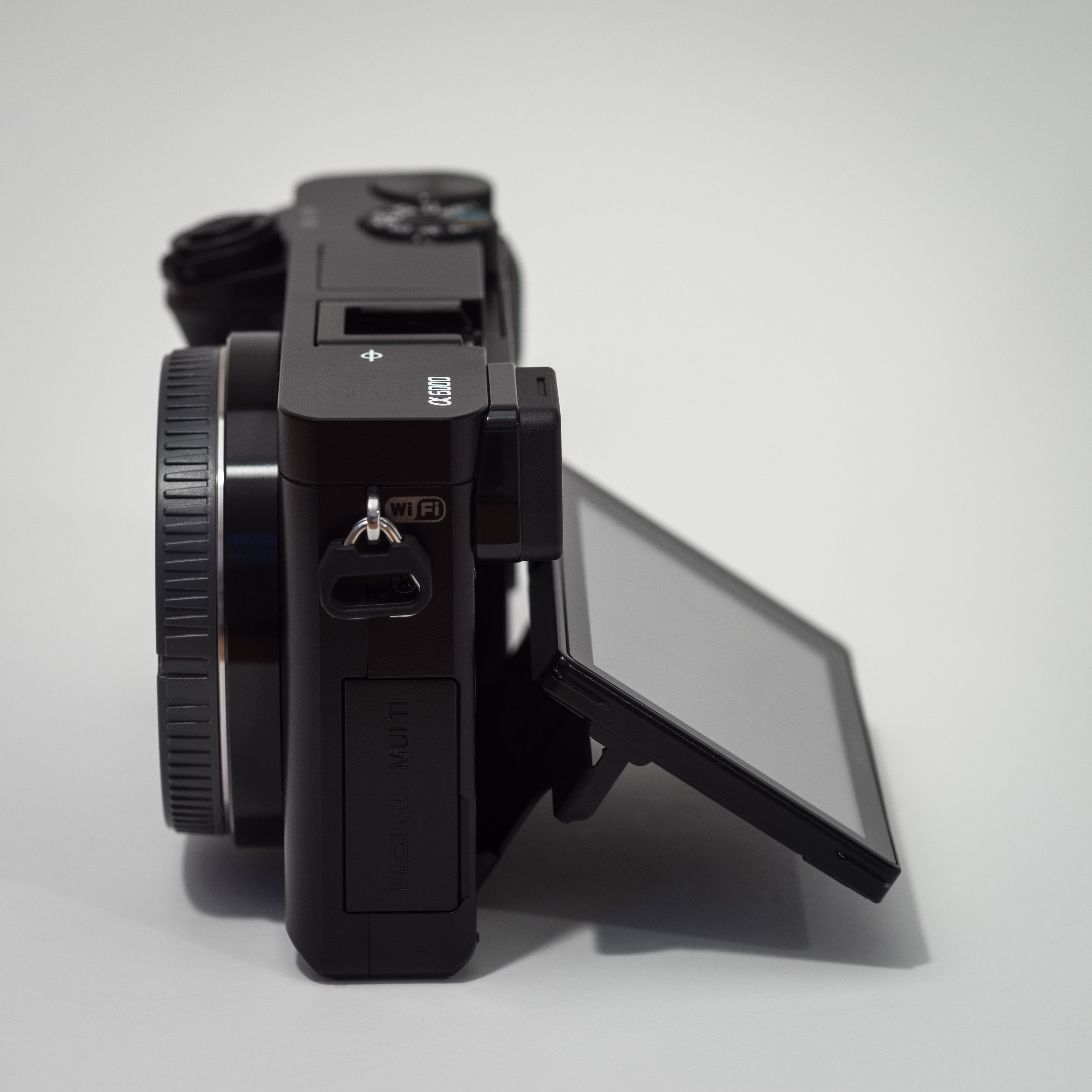
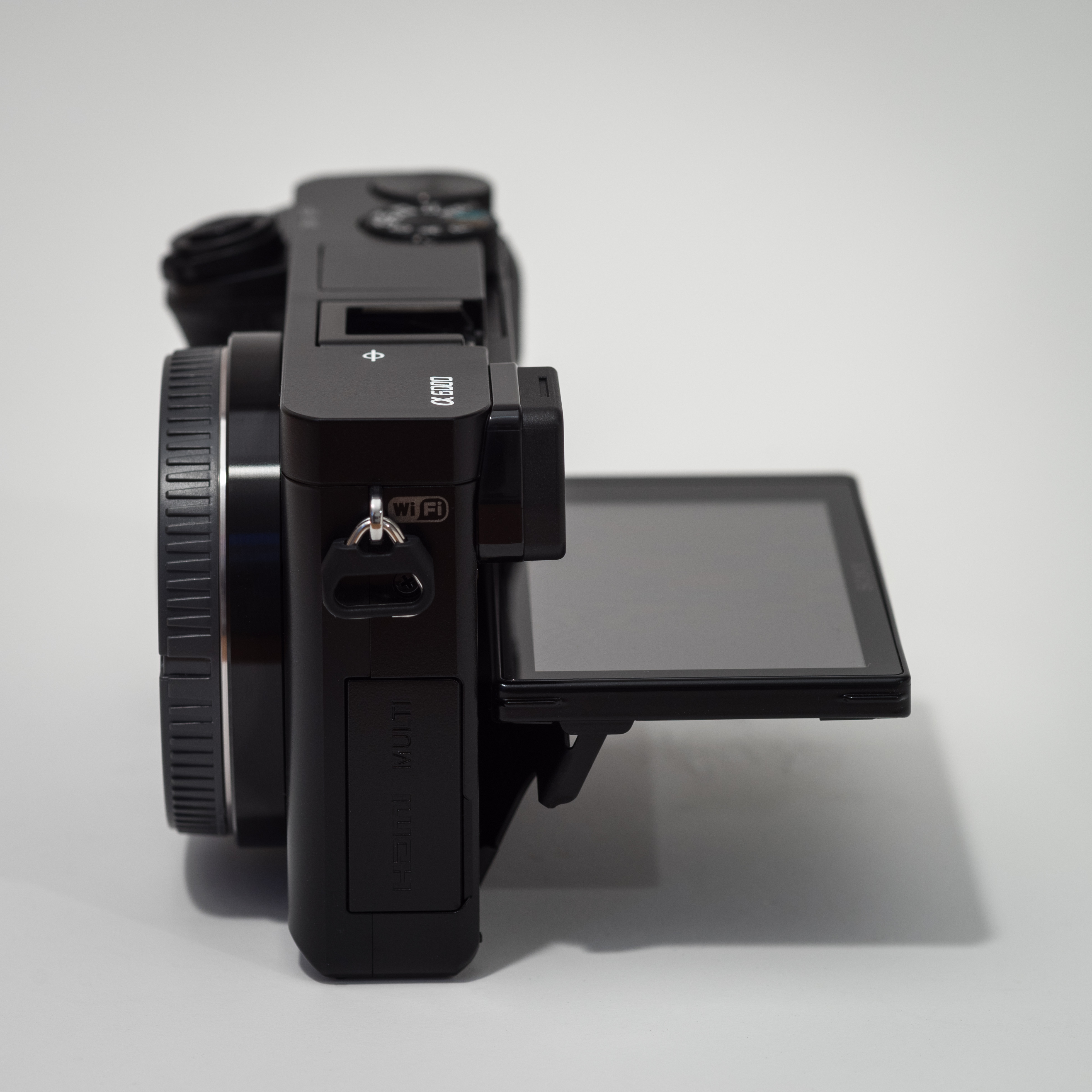

## Comparada amb la seva predecessora,Sony NEX-6
La Sony a6000 va entrar al mercat un any i mig després. Té una forma de cos lleugerament diferent de la NEX-6. La silueta de l'a6000 és gairebé un rectangle perfecte. Totes dues utilitzen la mateixa mida de sensor, tot i que l'a6000 té 24 megapíxels de resolució, un 50% de major resolució que la NEX-6, que té 16Mpx. El model alfa consta d'una major ràfega (11 fps contra 10), i gairebé el doble de punts d'enfocament (179 contra 99), per tant, està més preparada per a la fotografia esportiva. A més, ofereix control remot des de qualsevol smartphone gràcies al sistema Wi-Fi que inclou. La ranura de la targeta SD permet l'entrada UHS-I en el model alfa, mentre que la NEX-6 manca d'aquesta possibilitat. De totes maneres, hi ha un aspecte que és millor en el model antic. La NEX-6 té un 63% més de resolució des del visor electrònic (2.359.000 punts contra 1.440.000 punts).

## Comparada amb la seva altra predecessora,Sony NEX-7
La NEX-7 es va incloure al mercat el 2011 i té un cos més arrodonit en comparació al model 3 anys posterior, la Sony a6000. Les dues tenen 24 Mpx en el sensor d'imatge, però el rendiment de soroll és millor en el nou model, gràcies a un millor processador. També ofereix major sensibilitat (25.600 contra 16.600). La diferència més gran, però, està en l'autofocus: la NEX-7 només té 25 punts de d'enfocament mentre que l'a6000 en té 179, així que és molt més precisa i ràpida. La taxa de ràfega de la NEX-6 es manté a la NEX-7, (10 fps) i millora a l'a6000 (11 fps). Pot disparar de manera més ràpida i continuada. Com amb la NEX-6, la NEX-7 tampoc disposa de NFC, ni control remot via Wi-Fi ni permet que en la ranura d'entrada de targetes SD entrin UHS. La Sony 6000 si conté aquestes característiques. A més, el model alfa és 56g més lleuger que el NEX. De totes maneres, hi ha un aspecte amb el qual la NEX-7 és clarament millor que el seu successor: té una entrada de micròfon jack, característica que manca, a la Sony a6000. Pel que fa als botons, els dos models tenen un disseny diferent tot i que comparteixen funcions.

## Popularitat
S'ha comprovat que la Sony α6000 és una càmera extremadament popular. Sobre el 2016, va ser la millor càmera de lents intercanviables per sota de $600. Així com la millor càmera mirrorless de tots els temps.

## Actualitzacions de microprogramari
Versió de microprogramari 1.10, llançada el 30 d'octubre de 2014, va afegir un inici més ràpid i un mode de control remot a l'aplicació de Play Memories.
Versió de microprogramari 1.20, llançada el 26 de març de 2015, va millorar les imatges capturades amb els nous objectius i va afegir uns quants realçaments menors.
Versió de microprogramari 1.21, llançada el 6 d'abril de 2015, va fixar un error dins la versió 1.20 i va crear una actuació de lent millorada.
Versió de microprogramari 2.00, llançada el 16 de juny de 2015, va habilitar la captura de vídeo amb el XAVC S codec per donar un alt suport la taxa de Bits.
Versió de microprogramari 3.10, llançada el 17 de març de 2016, va optimitzar el rendiment de diversos objectius (els que es van presentar després del març de 2016).
Versió de microprogramari 3.20, llançada el 26 de juliol de 2016, va optimitzar el rendiment de l'objectiu Sony 70-200mm f/2.8 GM OSS.
La versió 3.21 del firmware, llançada el 19 de març de 2019, va millorar l'estabilitat del funcionament de l'AF.